# Arachnodes abadiei
Arachnodes abadiei là một loài bọ cánh cứng trong họ Bọ hung (Scarabaeidae).